# Cornelius Stewart
Cornelius Stewart, född 7 oktober 1989 i Questelles, är en vincentisk fotbollsspelare som sedan 2022 spelar för bangladeshiska Sheikh Jamal Dhanmondi Club. Han spelar även för Saint Vincent och Grenadinernas landslag.

## Karriär
Efter att ha startat sin karriär i hemlandet så flyttade Cornelius Stewart till kanadensiska Vancouver Whitecaps 2010. Efter att klubben blev ett MLS-lag så blev Stewart nerflyttad till U23-laget. Han skrev därefter på för Caledonia AIA från Trinidad och Tobago 2012.
2013 flyttade Stewart över Atlanten till finska OPS, efter att ha provtränat med laget under tio dagar. Han gjorde 8 mål på 27 matcher i Ettan och blev efter säsongen värvad av Tipsligan-laget VPS. Efter en säsong så köptes han av seriekonkurrenten PS Kemi.

## Meriter
Caledonia AIA
- Trinidad och Tobagos cup: 2013